# The Blue (альбом APRIL)
The Blue (с англ. — «Синий»)  — пятый мини-альбом южнокорейской гёрл-группы APRIL, выпущенный 12 марта 2018 года DSP Media и распространённый Loen Entertainment. Альбом состоит из шести треков, включая заглавный трек «The Blue Bird».

## Предыстория и релиз
26 февраля 2018 года DSP Media подтвердила, что возвращение APRIL состоится 12 марта. 28 февраля был опубликован трек-лист альбома.
1 марта DSP Media выпустил первый набор индивидуальных изображений участниц группы, за которым 2 марта последовал второй набор. 6 марта был выпущен видеоспойлер с текстом песни, произнесенным шепотом. 7 марта на YouTube-канале группы был опубликован тизер ведущего сингла «The Blue Bird». Официальное музыкальное видео для «The Blue Bird» было опубликовано на канале группы 12 марта.

## Трек-лист
| №                   | Название                         | Текст песни                   | Музыка                      | Arrangement                 | Длительность |
| ------------------- | -------------------------------- | ----------------------------- | --------------------------- | --------------------------- | ------------ |
| 1.                  | «The Blue Bird» (파랑새)         | e.one                         | e.one                       | e.one                       | 3:15         |
| 2.                  | «Beep»                           | 이하진, 정호현(e.one), 최현준 | 정호현(e.one), 최현준       | 정호현(e.one), 최현준       | 3:35         |
| 3.                  | «Angel Song»                     | 윤영민, 노는어린이            | 윤영민, 노는어린이          | 윤영민, 이빛나              | 3:35         |
| 4.                  | «Hide and Seek» (숨바꼭질)       | 송양하, 김동열, Brandnewjiq   | 송양하, 김동열, Brandnewjiq | 송양하, 김동열, Brandnewjiq | 3:20         |
| 5.                  | «Stand By Me» (아쉬워)           | 남기상, ANY MASINGGA, 권선익  | 남기상, ANY MASINGGA        | ANY MASINGGA                | 3:35         |
| 6.                  | «The Blue Bird (Inst.)» (파랑새) |                               | 정호현(e.one)               | 정호현(e.one)               | 3:15         |
| Общая длительность: | Общая длительность:              | Общая длительность:           | Общая длительность:         | Общая длительность:         | 20:35        |

## История релиза
| Регион      | Дата           | Формат              | Лэйбл                        |
| ----------- | -------------- | ------------------- | ---------------------------- |
| Южная Корея | 12 марта, 2018 | CD digital download | DSP Media LOEN Entertainment |
| Мир         | 12 марта, 2018 | Digital download    | DSP Media LOEN Entertainment |